# Killing Floor 2
Killing Floor 2 je akční střílečka z pohledu první osoby vydaná firmou Tripwire Interactive 18. listopadu 2016. Hra se dá hrát jako hra jednoho hráče, nebo hra více hráčů jako kooperativní hra (až 6 hráčů), nebo PvP (až 12 hráčů). Zprvu vyšla na Microsoft Windows a PlayStation 4 jako 2. hlavní hra v sérii Killing Floor.  Později vyšla i na platformě Xbox One.
Děj se odehrává měsíc po konci prvního dílu (Killing Floor 2009) v kontinentální Evropě, kterou zaplavily děsivé klony zvané Zedové. Ty vytvořila korporace Horzine Biotech, jejíž experimenty se vymkly kontrole. Po prvním výskytu Zedů v Londýně se nákaza během měsíce rozšířila do celé Evropy.

## Průběh hry
Hra se odehrává na jedné z vybraných map. Hráč ve hře jednoho hráče (hře o přežití) nebo hře více hráčů čelí vlnám Zedů. Počet Zedů se odvíjí od počtu hráčů ve hře a obtížnosti hry. Zedové se dělí na 5 kategorií: menší Zedové, střední Zedové, velcí Zedové, elitní varianty a bossové hry. V závěrečném kole hráč čelí jednomu z 5 herních bossů.
Hráč si vybírá jednu z 10 tříd (perků). Herní třídy se odlišují schopnostmi, které se odemykají během hry díky navyšování úrovně hráče. Každá třída vyniká i zbraněmi, které používá. První speciální schopnost hráč odemkne na 5. levelu. Kromě schopností hráč s vyšším levelem získává i pasivní schopnosti. Oproti Killing Floor (2009) může hráč dosáhnout až 25. úrovně. Každou 5. úroveň si hráč vybírá mezi dvěma bonusy.
Hráč vlnám čelí díky vybavení (zbraně, vylepšení, štíty), které kupuje za herní měnu "Doshe". Měnu a zkušenosti na zvyšování úrovně získává zabíjením nepřátel.

## Hudba
Soundtrack ke Killing Floor 2 vydalo studio Solid State Records 21. dubna 2015. Obsahuje skladby od interpreta zYnthetic a rockové a metalové skladby od různých hudebních skupin a interpretů (Rocky Gray, Evanescence...).